# Бустон (Даркадський джамоат)
Бусто́н (тадж. Бўстон) — село у складі Хатлонської області Таджикистану. Входить до складу Даркадського джамоату Фархорського району.
Назва означає духмяне місце.
Населення — 649 осіб (2010; 628 в 2009).